# Gladstone (Queensland)
Gladstone (/ˈɡlædstən/) egy tengerparttal rendelkező város a Gladstone régióban, Queensland államban, Ausztráliában. Maga a város lakossága 34 703 fő, de a hozzávett agglomerációval együtt mintegy 50 317 főt tesz ki. Területe 246,1 km2.
517 km-re  északnyugatra fekszik az állam székhelyétől, Brisbane-től, és 108 km-re délkeletre Rockhamptontól. A Calliope és a Boyne folyók között elhelyezkedő város ad otthont Queensland legnagyobb árukikötőjének, a Gladstone-i kikötőnek.Lakosainak száma 34 703 fő (2021. augusztus 10.).